# Dunkler Glatthai
Der Dunkle Glatthai (Mustelus canis) ist eine Art aus der Gattung Mustelus innerhalb der Familie der Glatthaie. Er lebt küstennah im westlichen Atlantik und wird von der IUCN als potenziell gefährdet eingestuft. Innerhalb dieser Art existiert neben der Nominatform mit Mustelus canis insularis eine weitere Unterart.

## Merkmale

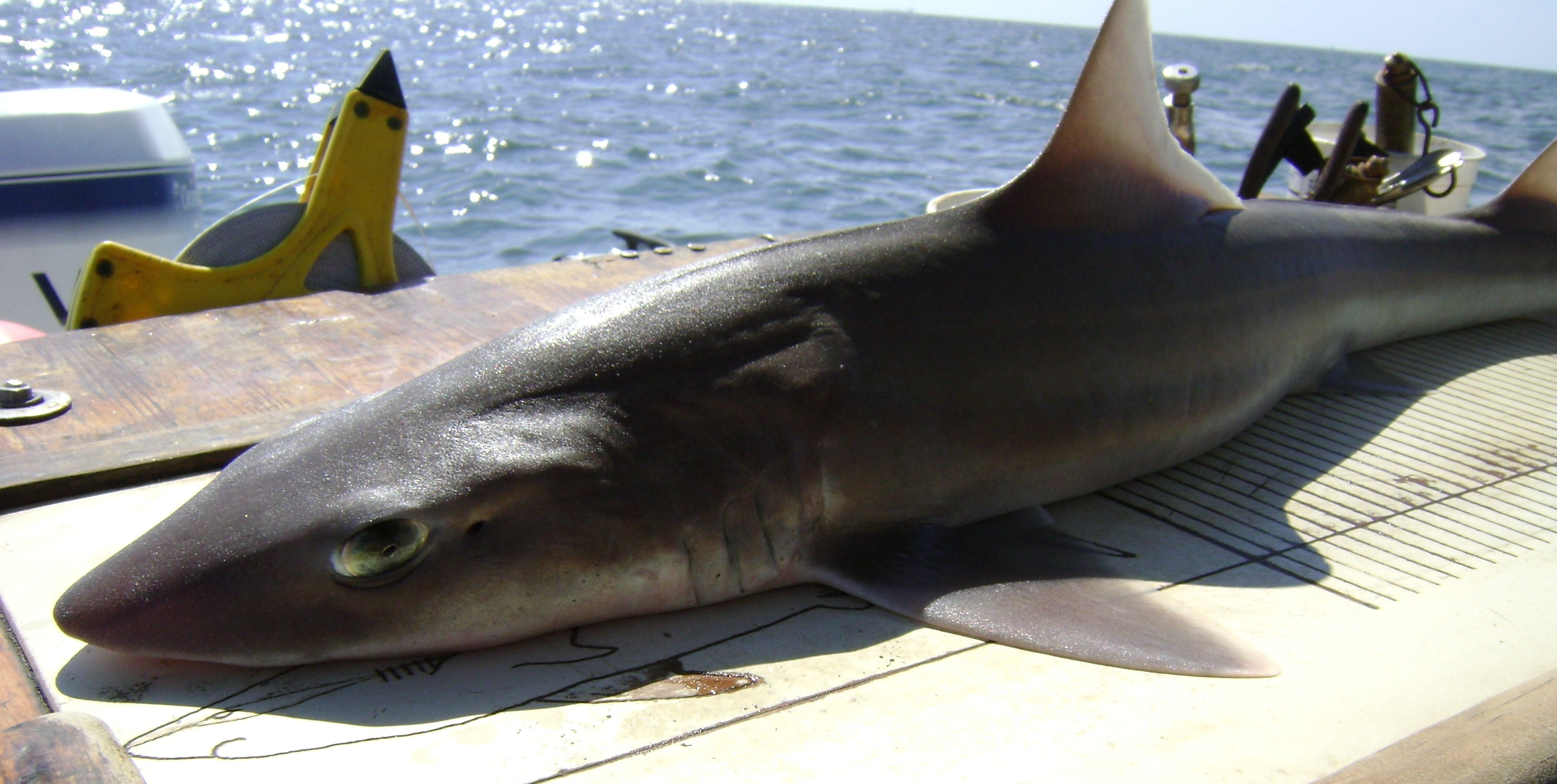
Ein Dunkler Glatthai

Der Dunkle Glatthai ist ein mittelgroßer, relativ schmaler Hai mit einem länglichen Körper. Seine maximale Körperlänge beträgt etwa 1,5 Meter; der Hai erreicht sie mit einem Alter von 7 bis 8 Jahren. Durchschnittlich wird er aber etwa 1,2 Meter lang. Er erreicht ein Gewicht von etwa 12,2 Kilogramm und die Lebenserwartung beträgt bei männlichen Exemplaren 10 Jahre und bei weiblichen 16 Jahre. Er hat große, katzenhafte Augen und eine ziemlich lange, sich verengende stumpfe Schnauze. Der Körper der Tiere ist am Rücken gleichmäßig grau, wird zum Bauch hin heller, weißlich und gelblich. Die Dunkelheit der Farbe verändert sich je nach dem Lebensraum der Haie. Exemplare, die in sandigen Gewässern leben, in denen der Untergrund heller ist, sind heller grau als Haie aus einem dunklen Habitat. Junge Dunkle Glatthaie besitzen helle Ränder an den noch dunklen Rückenflossen und an der Schwanzflosse, sie verblassen jedoch nach einiger Zeit. Diese Art hat zwei Rückenflossen, wobei die erste Rückenflosse etwas größer ist als die zweite. Kennzeichnend für diese Art ist die Abrundung der Rückenflossen. Die zweite Rückenflosse findet sich leicht vor der Afterflosse, die halb so groß wie die zweite Rückenflosse ist. Die Schwanzflosse der Haie hat zwei Lappen, der obere ist rund und kurz, der hintere Lappen ist in der Nähe der Flossenspitze tief eingebuchtet.
Generell kann man den Dunklen Glatthai recht schwer von anderen Mustelus-Arten unterscheiden, so kommt es oft zu Verwechslungen. Im Gegensatz zu anderen Haigattungen besitzt die Gattung Mustelus viele stumpfe Zähne in verschiedenen Reihen angeordnet. Der Dunkle Glatthai hat ebenso viele kleine Zähne im Ober- und Unterkiefer, die asymmetrisch in 8 bis 10 Reihen angeordnet sind. Mit diesen Zähnen zermahlen und zerkauen die Tiere ihre Beute und zerreißen sie nicht.

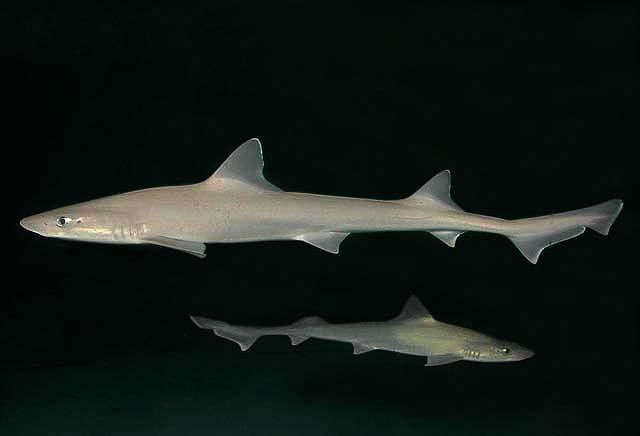
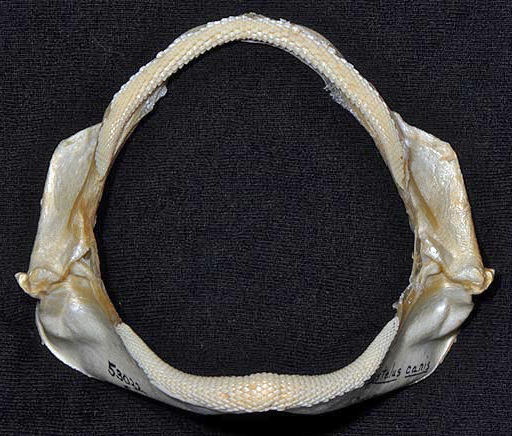
Kiefer
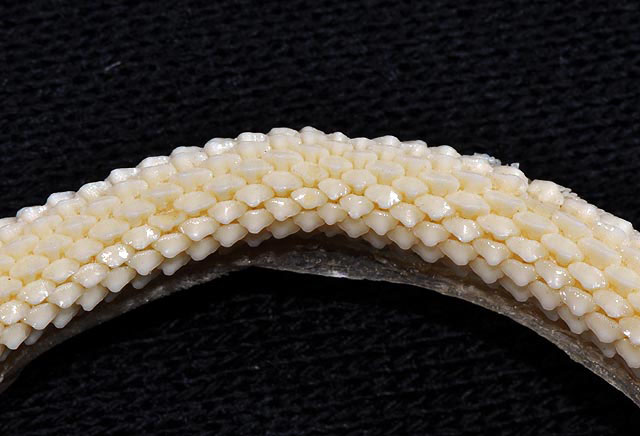
Die Zähne am Oberkiefer

## Lebensweise
Mustelus canis lässt sich in Küstennähe finden und bewohnt dort Festlandsockel und Buchten. Er bevorzugt flache Gewässer mit schlammigen oder sandigen Böden, die ca. 20 Meter tief sind, kann aber auch in 200 bis selten 650 Metern Tiefe gefunden werden; Korallenriffe werden dabei gemieden. Die Unterart Mustelus canis insularis findet sich hingegen in Tiefen von ca. 800 Metern und scheint felsige Böden zu bevorzugen. Einzelne Exemplare wurden auch in Süßwasser gesichtet; es ist jedoch fraglich, ob dieser Hai längere Zeit im Süßwasser überleben kann.
Der Dunkle Glatthai schwimmt in kleinen Gruppen oder Schwärmen und besitzt kein Territorium. Er ist ein nächtlicher Räuber und ernährt sich vorwiegend von Krebstieren wie etwa Hummer, Garnelen und Krabben, frisst aber auch Tintenfische, andere kleine Fische, sowie gelegentlich Müll und Aas. Junge Tiere fressen auch Würmer, kleine Garnelen und Krabben. Der Dunkle Glatthai selbst ist Beutetier von größeren Haiarten.
Die nordatlantische Population wandert saisonal und reagiert damit auf die Veränderung der Wassertemperatur. Im Winter wandert er in das Gebiet zwischen der Chesapeake Bay und South Carolina, im Sommer kommt er zurück in den Norden und verbringt diese Jahreszeit zwischen der Delaware Bay und dem Cape Cod.

## Fortpflanzung
Die nordatlantische Population besitzt einen saisonalen Fortpflanzungszyklus, die Paarung erfolgt meistens von Mai bis Juli. Weibliche Tiere sind in der Lage lebendes Sperma über das ganze Jahr hinweg zu speichern, obwohl man nicht sicher ist, ob sie dieses Sperma nach einiger Zeit noch zur Befruchtung nutzen können. Es ist eine lebend gebärende Spezies mit einer Dottersack-Plazenta. Die Tragzeit beträgt etwa 10 Monate und die Geburt findet Anfang Mai bis Mitte Juli statt. Es werden zwischen 3 und 20 Tiere geboren, dies variiert je nach der Größe des Muttertiers. Die Neugeborenen sind etwa 28 bis 39 Zentimeter groß und wachsen anschließend an ihrem Geburtsort auf, in flachen Flussmündungen und Sümpfen. Für Haie wächst diese Art relativ schnell, nach 2 bis 3 Jahren erreichen die Männchen die Geschlechtsreife und eine Länge von ca. 70 bis 90 Zentimetern. Weibliche Dunkle Glatthaie erreichen die Geschlechtsreife erst nach 4 bis 5 Jahren und besitzen zu diesem Zeitpunkt eine Länge von ca. 70 bis 130 Zentimetern.

## Systematik
Mustelus canis ist eine Art der Gattung Mustelus innerhalb der Familie Glatthaie. Innerhalb der Art wird neben der Nominatform Mustelus canis canis eine weitere Unterart namens Mustelus canis insularis geführt. Diese hat eine etwas höhere Rückenflosse, eine längere Schwanzflosse und mehr Wirbel als Mustelus canis canis. Außerdem besitzen Jungtiere noch auffälligere weiße Flossenränder.
Des Weiteren ist die Art Mustelus norrisi fast nicht vom Dunklen Glatthai zu unterscheiden. Ob Mustelus norrisi wirklich eine eigenständige Art ist, wird von der IUCN bezweifelt.

## Verbreitung

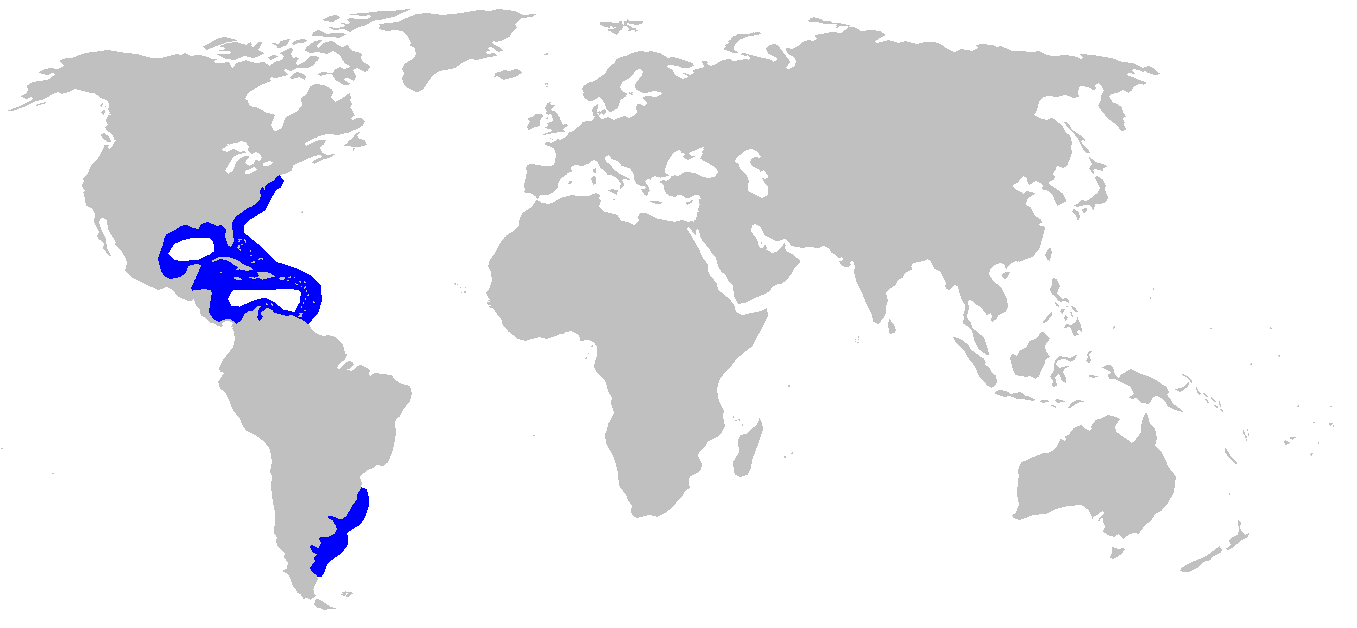
Das Verbreitungsgebiet des Dunklen Glatthais

Dunkle Glatthaie leben im westlichen Atlantik entlang der Ostküste Nordamerikas und Südamerikas. Er kommt von Massachusetts über Florida, den nördlichen Golf von Mexiko, Kuba, Jamaika, Barbados, Bermuda, bis zu den Bahamas vor und von Südbrasilien bis Nordargentinien. Die Unterart Mustelus canis insularis ist in der Nähe von mehreren karibischen Inseln heimisch.

## Dunkler Glatthai und Menschen
Der Bestand des Dunklen Glatthais wird von der IUCN als potenziell gefährdet eingestuft. Das bedeutet, dass die Bestände bald auf einen kritischen Punkt abfallen werden. Zurückzuführen ist dies auf verstärktes Interesse an der kommerziellen Fischerei dieser Art. Besonders entlang der Ostküste der Vereinigten Staaten wird der Fisch kommerziell gefischt. Man nutzt Langleinen oder Schleppnetze, um ihn zu fischen. Sein Fleisch ist genießbar und wird verkauft. Dadurch ist der Bestand der weiblichen Exemplare geschrumpft und es gibt derzeit keinen Plan zum Schutz der Art.
Der Dunkle Glatthai stellt mit seiner Größe und seinen stumpfen Zähnen keine Gefahr für den Menschen dar.

## Belege
1. 1 2 3 4  Antal Vida: 365 Fische. Tandem Verlag 2006, ISBN 3-8331-2070-3, S. 28.
2. 1 2 3 4 5  Mustelus canis in der Roten Liste gefährdeter Arten der IUCN 2017-1. Eingestellt von: Conrath, C., 2006-01-31.
3. 1 2 3  Mustelus canis auf Fishbase.org (englisch)
4. 1 2 3 4 5 6 7  Dusky smoothhound (Mustelus canis) (Memento vom 13. Juli 2017 im Internet Archive)
5. 1 2 3 4 5 6 7  Cathleen Bester: Smooth Dogfishes, Mustelus canis. Florida Museum of Natural History, abgerufen am 26. Juli 2017 (englisch).
6. 1 2 3 4 5  Smooth Dogfishes, Mustelus canis. MarineBio.org, archiviert vom Original am 10. Oktober 2016; abgerufen am 18. März 2024 (englisch).
7. ↑  Mustelus norrisi in der Roten Liste gefährdeter Arten der IUCN 2017-1. Eingestellt von: Jones, L.M., Kyne, P.M. & Carlisle, A.B., 2008-12-01.